# 4673 Bortle
A 4673 Bortle (ideiglenes jelöléssel 1988 LF) a Naprendszer kisbolygóövében található aszteroida. Carolyn Shoemaker fedezte fel 1988. június 8-án.